# Senado de España

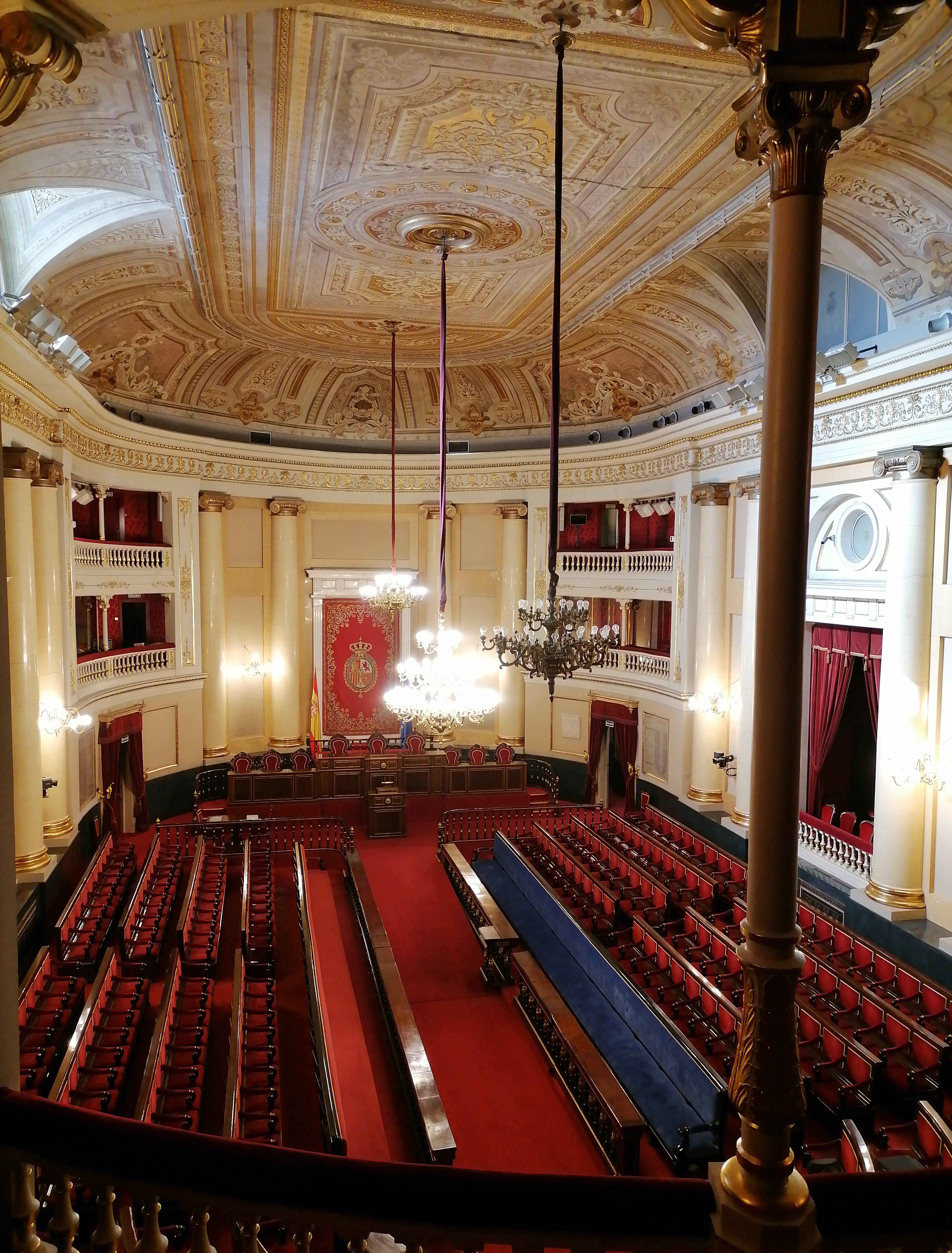
Antiguo Salón de Sesiones.

El Senado es la Cámara Alta de las Cortes Generales, órgano constitucional que representa al pueblo español, ejerciendo, junto con el Congreso de los Diputados, de representación popular general, el poder legislativo. Tiene la consideración constitucional de cámara de representación territorial.
A diferencia del Senado de los Estados Unidos u otras Cámaras Altas, el Senado español posee unas funciones más limitadas, ya que se trata de una Cámara de segunda lectura. Actualmente, se compone de 208 senadores electos y 58 senadores designados por las asambleas legislativas de las regiones españolas.
La Cámara Alta está encabezada por el presidente del Senado, que dirige los debates, preside la Mesa de la Cámara y supervisa la Administración del Senado. El actual presidente es Pedro Rollán del Partido Popular.

## Antecedentes
El Senado tiene su antecedente más remoto en el Estatuto Real, otorgado en 1834 por la reina María Cristina, regente durante la minoría de edad de Isabel II, y que estableció por primera vez en España la configuración bicameral de las Cortes, al dividirlas en dos Estamentos: el de Próceres del Reino y el de Procuradores del Reino.
El Estamento de los Próceres del Reino tenía una composición mixta, con miembros natos tales como los hijos del rey y los grandes de España y miembros de nombramiento real, limitado a individuos de clase, por lo que quedaba una cámara cuya naturaleza correspondía en esencia a la representación de los nobles y la jerarquía eclesiástica en las Cortes del Antiguo Régimen, algo similar a la Cámara de los lores del Reino Unido.
La Constitución de 1837, aprobada como consecuencia de un amotinamiento que forzó a la reina regente a sancionarla, recogió por primera vez la denominación de «Senado» para la Cámara Alta de las Cortes Generales. Su primer presidente fue José María Moscoso de Altamira, conde de Fontao.
En las sucesivas Constituciones de 1845, 1856, 1869 y 1876, el Senado figuró como Cámara Colegisladora, en pie de igualdad con el Congreso de los Diputados, salvo, en algunos casos, en materia de fuerzas armadas y de contribuciones y crédito público, y además tuvo en determinadas ocasiones reservada la facultad de juzgar a los miembros del Gobierno acusados por la Cámara Baja.
Durante la Segunda República Española quedó suprimido el Senado, decisión adoptada en la sesión de 27 de octubre de 1931 por 150 votos contra 100. Tras perder la votación, Ángel Ossorio y Gallardo acusó a los diputados conservadores y agrarios, que se habían retirado del Parlamento, de no haberle apoyado para impedir el triunfo del unicameralismo que preconizaban los socialistas.

## Posición constitucional

### Naturaleza de la cámara

#### Composición
El Senado se compone de un número variable de senadores, elegidos por un sistema mixto:
- Los senadores de elección directa son elegidos por sufragio universal, libre, igual, directo y secreto[4] en cada una de las 59 circunscripciones electorales. Le corresponden cuatro senadores a cada provincia peninsular; tres a cada una de las islas mayores, es decir, Gran Canaria, Mallorca y Tenerife; uno a cada una de las islas o agrupaciones de islas siguientes: Ibiza-Formentera, Menorca, Fuerteventura, La Gomera, El Hierro, Lanzarote y La Palma;[5] y dos senadores a cada una de las ciudades autónomas de Ceuta y Melilla.[6] El sistema electoral es el escrutinio mayoritario plurinominal parcial. Cada votante puede dar hasta tres votos en las circunscripciones provinciales; dos en las islas mayores, Ceuta y Melilla; y uno en las restantes islas. Aunque en las papeletas de votación los candidatos aparecen agrupados por partidos políticos, las candidaturas son individuales, de modo que el votante puede votar a candidatos de partidos diferentes.

- Los senadores designados por las comunidades autónomas son elegidos por la asamblea legislativa de cada una a razón de un senador inicial y otro más por cada millón de habitantes de su respectivo territorio.[7] La elección de los senadores de este último grupo se verifica con arreglo a un criterio de representación mayoritaria atenuada, que prima a los partidos y coaliciones más votadas. Debido al fin del bipartidismo en el año 2015, tanto el Partido Popular (PP) como el Partido Socialista Obrero Español (PSOE) necesitaron de otras fuerzas políticas para poder gobernar en las distintas comunidades autónomas. Varias de las concesiones que tuvieron que hacer fueron apoyar, en los parlamentos autonómicos, a candidatos de fuerzas políticas menores que habían necesitado para las investiduras autonómicas. Desde ese momento, el criterio de representación proporcional no ha sido siempre respetado.

#### Mandato
El mandato de los senadores termina cuatro años después de su elección o el día de la disolución de la cámara, que puede tener lugar conjunta o separadamente de la disolución del Congreso de los Diputados; el derecho de disolución corresponde al rey de España, que lo ejerce a petición del presidente del Gobierno y bajo la exclusiva responsabilidad de este, previa deliberación del Consejo de Ministros. También se disuelve la cámara de forma automática en caso de legislatura fallida, dos meses después de una sesión de investidura fallida en el Congreso de los Diputados, en este caso el rey disuelve la cámara con el refrendo del presidente del Congreso y bajo la responsabilidad de este.
Además, el mandato de los senadores elegidos por las comunidades autónomas puede estar vinculado por los respectivos estatutos de autonomía a la condición de diputado autonómico o resultar renovado para el resto de su período natural tras haberse disuelto el Senado, lo que se verifica mediante la expedición de una nueva credencial para ese mismo senador.

#### Carácter
El régimen de elección de los senadores hace del Senado una cámara de representación territorial. En la actualidad se debate la idea de reformar la Constitución a fin de reafirmar este carácter; posibles soluciones serían la eliminación de las circunscripciones provinciales, la atribución a los órganos de las comunidades autónomas de la elección de la totalidad de los senadores o la unión de la condición de senador a la de miembro del Gobierno autonómico respectivo, como pasa en el Consejo de la Unión Europea.
La naturaleza territorial del Senado se refleja en el método de elección de sus integrantes, en la organización interna de la cámara y en las funciones que tiene atribuidas, especialmente la iniciativa de la consideración de la necesidad de que el Estado armonice leyes autonómicas o la potestad exclusiva de autorizar al Gobierno a intervenir en las comunidades autónomas.

### Órganos del Senado
En ejercicio de la autonomía que la Constitución reconoce al Senado, la cámara se rige por el reglamento establecido por ella y refundido por su Mesa en 1994 y que configura una serie de órganos de gobierno para ejercer las competencias correspondientes.
Estos órganos son, principalmente:

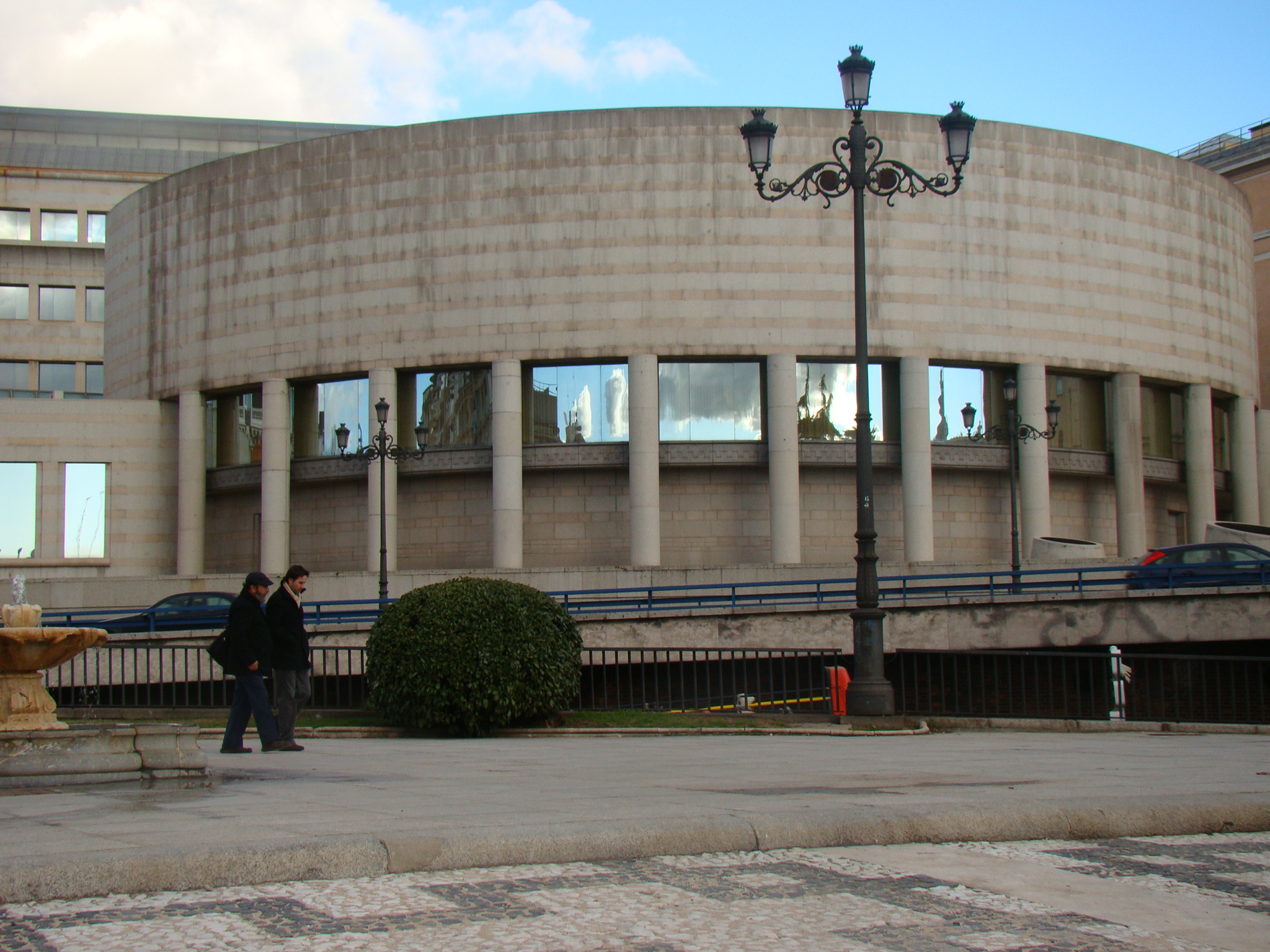
Edificio nuevo del Senado.

- El presidente, que ostenta la representación de la cámara y que es elegido por el pleno para la totalidad de la legislatura. Preside todos los demás órganos colegiados del Senado.

- La Mesa del Senado, integrada por el presidente, dos vicepresidentes y cuatro secretarios elegidos por el pleno en función de la importancia numérica de los diversos grupos parlamentarios, cuya función primordial es regir y ordenar el trabajo de todo el Senado, siendo el órgano de gobierno interno.

- La Junta de Portavoces, integrada por el presidente y el portavoz de cada uno de los grupos parlamentarios, más un miembro del gobierno y otro de la Mesa del Senado, y el personal técnico necesario. Su función primordial es fijar el orden del día de las sesiones del pleno. Asimismo, acude a la Junta un representante del Gobierno,[8] el secretario de Estado de Relaciones con las Cortes.[9]

- Las comisiones, compuestas por un número proporcional de senadores en función de la importancia numérica de los diversos grupos parlamentarios, y que pueden ser de dos tipos: permanentes y no permanentes; en el caso de las comisiones permanentes, el pleno del Senado puede conferirles competencia legislativa plena en relación con un asunto, con lo que podrán aprobar o rechazar definitivamente el proyecto de ley en cuestión; en el caso de las comisiones no permanentes son aquellas creadas con un propósito específico y cuya temática y duración están fijadas de antemano por el pleno del Senado.

- La Diputación Permanente, presidida por el presidente del Senado, está integrada por un mínimo de 21 miembros. Le corresponde solicitar la celebración de sesión extraordinaria del Pleno (Art. 73 CE, Art. 70 del Reglamento del Senado) y velar por los poderes de la Cámara cuando esta no esté reunida o se encuentre en el período de disolución hasta la constitución de la nueva Cámara (Art. 78 CE). La Mesa, oída la Junta de Portavoces, fija el número total de miembros de la Diputación Permanente y su distribución entre los Grupos Parlamentarios, en proporción al número de sus integrantes (Art. 45 y siguientes del Reglamento del Senado). Los miembros de la Diputación Permanente conservan la condición de senadores, aun después de expirado su mandato o disuelto el Senado. Reunida la nueva Cámara, la Diputación Permanente debe dar cuenta a la misma de los asuntos tratados y de las decisiones adoptadas durante el período de disolución.

- Los grupos parlamentarios, compuestos por un mínimo de diez senadores y destinados a coordinar la actividad parlamentaria de sus miembros. Cada partido o coalición solo puede crear un único grupo, que en todo caso estará representado por un portavoz y adoptará una denominación que sea conforme con la que sus miembros concurrieron a las elecciones.[10]

- Los grupos territoriales se constituyen dentro de los grupos parlamentarios que representen a más de una comunidad autónoma, y agrupan a un mínimo de tres senadores elegidos por las provincias de una misma autonomía, así como a los elegidos por la asamblea de dicha comunidad autónoma.[11]

### Funciones de la cámara
El Senado tiene atribuido por la Constitución el ejercicio de unas funciones determinadas, que pueden tener un carácter concurrente, subordinado o exclusivo:
- Ejerce en concurrencia con el Congreso de los Diputados la representación del pueblo español, la potestad legislativa, la función presupuestaria y el control de la acción del gobierno.

- Ejerce con carácter subordinado la potestad legislativa, pudiendo tomar en consideración proposiciones de ley y remitirlas al Congreso de los Diputados o enmendar o vetar los proyectos y proposiciones procedentes de este, que siempre puede rechazar las enmiendas por mayoría simple o los vetos por mayoría absoluta tras su reenvío por el Senado, y estos últimos por mayoría simple dos meses después de dicho reenvío, en caso de no haber podido rechazar el veto por mayoría absoluta antes de haber transcurrido ese tiempo.[12]

- Ejerce con exclusividad las funciones de propuesta al rey del nombramiento de cuatro magistrados del Tribunal Constitucional y de propuesta al rey del nombramiento de seis vocales del Consejo General del Poder Judicial, así como la potestad de autorizar al gobierno a intervenir en las comunidades autónomas.

#### Función política

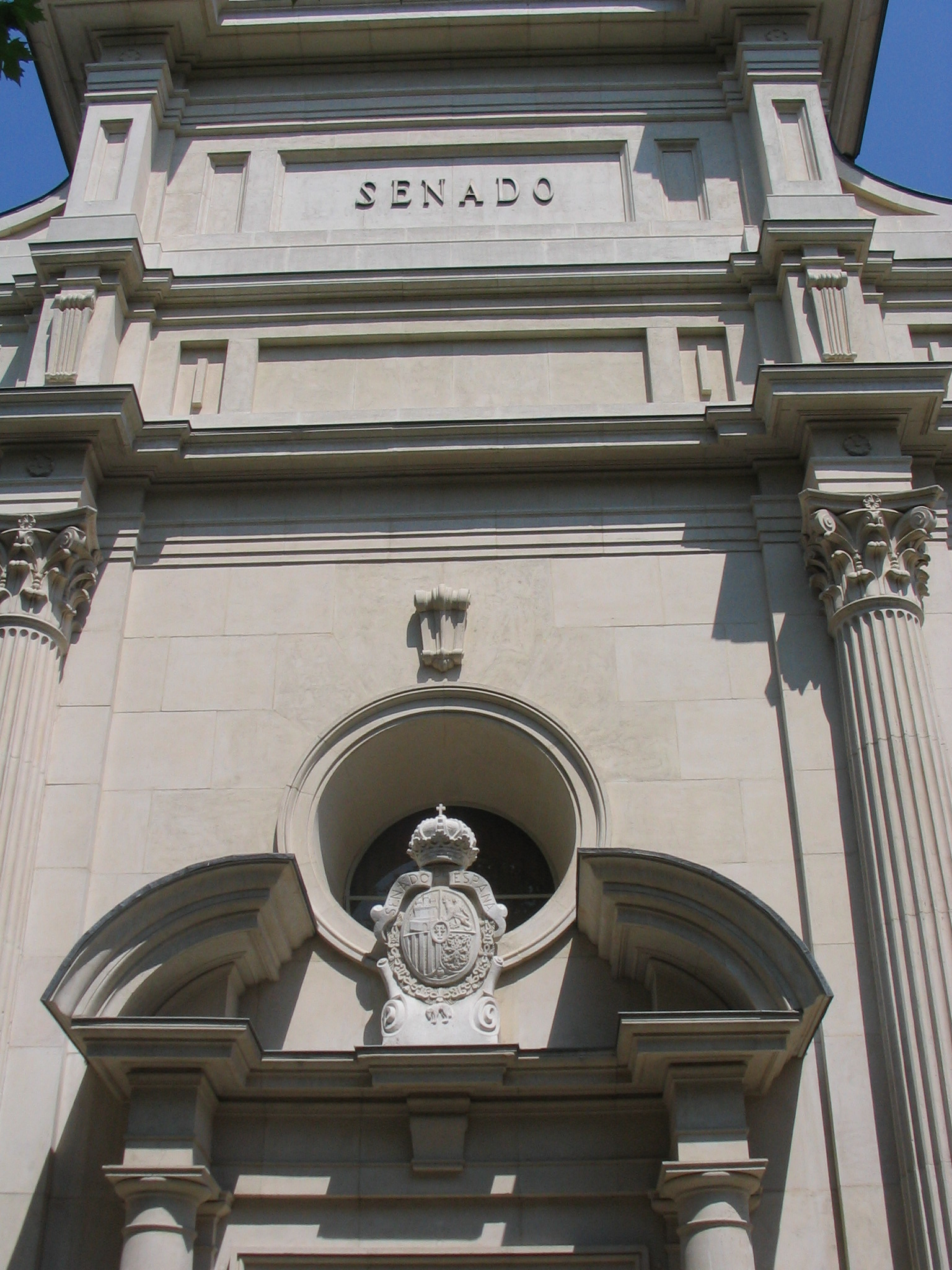
Fachada del Senado

El Senado controla la acción del gobierno mediante interpelaciones y preguntas, que cualquiera de sus miembros puede plantear al gobierno y que pueden dar origen a una moción en la que la cámara manifieste su posición.
En cualquier caso, su función de control político está subordinada al Congreso de los Diputados, único ante el que el gobierno responde de su gestión. Al no poder elegir el Senado a la cabeza del Ejecutivo, las mociones de confianza o censura solamente pueden desarrollarse en la Cámara Baja de las Cortes Generales. No obstante, el Senado puede emitir una declaración política (solamente tiene carácter simbólico) en la que reprueba a cualquier miembro del Gobierno de España, siempre que así lo acuerde la mayoría absoluta de sus miembros.

#### Función legislativa
El Senado tiene la iniciativa legislativa, junto con el Congreso de los Diputados y con el gobierno.
El Senado tramita proyectos de ley, es decir, iniciativas remitidas por el gobierno al Congreso de los Diputados y ya aprobadas por este, y proposiciones de ley, esto es, iniciativas remitidas por el Congreso de Diputados u originadas en el propio Senado. En todos los casos puede introducir enmiendas en los respectivos textos u oponer su veto. En caso de que se introduzcan enmiendas o de que se vete un texto, deberá ser remitido al Congreso de los Diputados, que podrá, o no, aprobar todas o algunas de las enmiendas por mayoría simple, o levantar el veto, bien sea por mayoría absoluta o, transcurridos dos meses desde su recepción, por mayoría simple.

#### Función de integración territorial
La Constitución reconoce al Senado un papel preeminente en la consideración de la necesidad de que el Estado armonice disposiciones generales de las comunidades autónomas y en la autorización de los convenios de cooperación entre comunidades autónomas, pero en caso de desacuerdo, el Congreso de los Diputados tiene la última palabra, pudiendo imponer su criterio por el voto de la mayoría absoluta de sus miembros.
Únicamente en un caso el Senado tiene una potestad plena y exclusiva, sin posibilidad de intervención alguna del Congreso de los Diputados, que es la contemplada en el artículo 155 de la Constitución: 

1. Si una Comunidad Autónoma no cumpliere las obligaciones que la Constitución u otras leyes le impongan, o actuare de forma que atente gravemente al interés general de España, el Gobierno, previo requerimiento al Presidente de la Comunidad Autónoma y, en el caso de no ser atendido, con la aprobación por mayoría absoluta del Senado, podrá adoptar las medidas necesarias para obligar a aquélla al cumplimiento forzoso de dichas obligaciones o para la protección del mencionado interés general.
2. Para la ejecución de las medidas previstas en el apartado anterior, el Gobierno podrá dar instrucciones a todas las autoridades de las Comunidades Autónomas.

Artículo 155 de la Constitución española de 1978

La autorización del Senado tiene que ser aprobada por mayoría absoluta del mismo y puede incluir condiciones y limitaciones, y además faculta automáticamente al Gobierno para impartir instrucciones obligatorias a todas las autoridades de todas las comunidades autónomas. En la práctica es una suspensión de la autonomía por causas excepcionales.

#### Otras funciones
El Senado acoge también diversos actos regularmente, estos pueden ir desde actos conmemorativos, como el aniversario del Holocausto o el Día mundial del Internet para España e Iberoamérica, hasta celebraciones diversas, actos promocionales, jornadas jurídicas sobre el deporte o presentaciones de libros.

#### Histórico de resultados y distribución de escaños
| - Partido Socialista Obrero Español - Partido Popular - Izquierdas por la Independencia - Partido Nacionalista Vasco - Otros Partidos, Coaliciones y Agrupaciones | - Esquerra Republicana de Catalunya (2015-2023) - Unidas Podemos/Unidos Podemos (2016-2019) - Podemos-Confluencias (2015-2016) - Democracia y Libertad (2015-2016) - Convergència i Unió (1982-2011) | - Entesa dels Catalans (1977-2011) - Coalición Canaria (1993-1996) - Unión de Centro Democrático (1977-1982) - Alianza Popular (1977-1989) - Frente Autonómico (1977-1979) |

| 12 | 16 | 35 | 28 | 10 | 106 |

| 10 | 61 | 11 | 8 | 118 |

| 134 | 6 | 7 | 7 | 118 |

| 124 | 5 | 7 | 8 | 63 |

| 124 | 13 | 10 | 78 |

| 96 | 13 | 5 | 10 | 93 |

| 81 | 7 | 8 | 112 |

| 8 | 53 | 3 | 6 | 8 | 127 |

| 12 | 81 | 7 | 6 | 102 |

| 12 | 88 | 7 | 101 |

| 7 | 48 | 7 | 9 | 123 |

| 16 | 6 | 48 | 4 | 6 | 6 | 137 |

| 16 | 10 | 43 | 4 | 5 | 130 |

| 11 | 123 | 11 | 9 | 54 |

| 11 | 93 | 12 | 9 | 83 |

| 7 | 72 | 9 | 120 |

## Composición en la XV legislatura

### Órganos de dirección

#### Mesa del Senado
| Cargo                  | Titular                           | Lista |
| ---------------------- | --------------------------------- | ----- |
| Presidente             | Pedro Manuel Rollán Ojeda         | PP    |
| Vicepresidente primero | Javier Ignacio Maroto Aranzábal   | PP    |
| Vicepresidente segundo | Guillermo Fernández Vara          | PSOE  |
| Secretaria primera     | Eva Ortiz Vilella                 | PP    |
| Secretaria segunda     | María del Mar Blanco Garrido      | PP    |
| Secretaria tercera     | María de los Ángeles Luna Morales | PSOE  |
| Secretario cuarto      | Francisco Manuel Fajardo Palarea  | PSOE  |

#### Junta de Portavoces
| Presidencia                            | Presidencia                                             | Presidencia                          | Presidencia |
| Cargo                                  | Cargo                                                   | Titular                              | Partido     |
| -------------------------------------- | ------------------------------------------------------- | ------------------------------------ | ----------- |
|                                        | Presidente del Senado                                   | Pedro Manuel Rollán Ojeda            | PP          |
| Portavoces titulares                   |                                                         |                                      |             |
|                                        | Portavoz del GP Popular en el Senado                    | Alicia García Rodríguez              | PP          |
|                                        | Portavoz del GP Socialista                              | Juan Espadas Cejas                   | PSOE        |
|                                        | Portavoz del GP Izquierdas por la independencia         | Gorka Elejabarrieta Díaz             | EH Bildu    |
|                                        | Portavoz del GP Plural en el Senado                     | Aniceto Javier Armas González        | AHI         |
|                                        | Portavoz del GP Vasco en el Senado                      | Estefanía Beltrán de Heredia Arroniz | EAJ-PNV     |
|                                        | Portavoz del GP Izquierda Confederal                    | Juanjo Ferrer Martínez               | EiF         |
|                                        | Portavoz del GP Mixto                                   | Paloma Gómez Enríquez                | Vox         |
| Portavoces adjuntos                    |                                                         |                                      |             |
|                                        | Portavoces adjuntos del GP Popular en el Senado         | Francisco Javier Arenas Bocanegra    | PP          |
| José Manuel Barreiro Fernández         | Portavoces adjuntos del GP Popular en el Senado         |                                      | PP          |
| María Salom Coll                       | Portavoces adjuntos del GP Popular en el Senado         |                                      | PP          |
| José Antonio Monago Terraza            | Portavoces adjuntos del GP Popular en el Senado         |                                      | PP          |
| María del Rocío Dívar Conde            | Portavoces adjuntos del GP Popular en el Senado         |                                      | PP          |
| Antonio Silván Rodríguez               | Portavoces adjuntos del GP Popular en el Senado         |                                      | PP          |
| Alejo Joaquín Miranda de Larra Arnaiz  | Portavoces adjuntos del GP Popular en el Senado         |                                      | PP          |
|                                        | Portavoces adjuntos del GP Socialista                   | Alfonso Gil Invernón                 | PSE-EE-PSOE |
| César Alejandro Mogo Zaro              | Portavoces adjuntos del GP Socialista                   | PSOE                                 |             |
| María Fernández Álvarez                | Portavoces adjuntos del GP Socialista                   | PSOE                                 |             |
| Inmaculada Sánchez Roca                | Portavoces adjuntos del GP Socialista                   | PSOE                                 |             |
| María Amparo Marco Gual                | Portavoces adjuntos del GP Socialista                   | PSOE                                 |             |
| María Teresa Macías Mateos             | Portavoces adjuntos del GP Socialista                   | PSOE                                 |             |
|                                        | Portavoz adjunta del GP Izquierdas por la independencia | Sara Bailac Ardanuy                  | ERC         |
|                                        | Portavoz adjunto del GP Plural en el Senado             | Eduardo Pujol Bonell                 | JxCat       |
|                                        | Portavoces adjuntos del GP Vasco en el Senado           | Nerea Ahedo Ceza                     | EAJ-PNV     |
| Luis Jesús Uribe-Etxebarria Apalategui | Portavoces adjuntos del GP Vasco en el Senado           |                                      | EAJ-PNV     |
|                                        | Portavoz adjunta del GP Izquierda Confederal            | Enric Xavier Morera Català           | Compromís   |
|                                        | Portavoz adjunto del GP Mixto                           | María Mar Caballero Martínez         | UPN         |
| Fuente: Senado                         |                                                         |                                      |             |

#### Diputación Permanente
Presidida por el presidente del Senado, está integrada por un mínimo de 21 miembros. Le corresponde solicitar la celebración de sesión extraordinaria del Pleno (Art. 73 CE, Art. 70 del Reglamento del Senado) y velar por los poderes de la Cámara cuando esta no esté reunida o se encuentre en el período de disolución hasta la constitución de la nueva Cámara (Art. 78 CE). La Mesa, oída la Junta de Portavoces, fija el número total de miembros de la Diputación Permanente y su distribución entre los Grupos Parlamentarios, en proporción al número de sus integrantes (Art. 45 y siguientes del Reglamento del Senado). Los miembros de la Diputación Permanente conservan la condición de senadores, aun después de expirado su mandato o disuelto el Senado.
La composición de este órgano fue acordada por la Mesa de la Cámara, cuando se decidió, previa a audiencia de la Junta de Portavoces y de conformidad con el Art. 45 y siguientes del Reglamento, que esté integrada por 36 miembros, más el presidente del Senado. El 3 de octubre de 2023, se constituyó formalmente la Diputación Permanente, tras elegir a los miembros de la Mesa, quedando conformada con la siguiente distribución:
- Presidente del Senado
- 2 vicepresidentes
- 2 secretarios
- GP Popular: 17 miembros
- GP Socialista: 10 miembros
- GP ERC-EH Bildu: 1 miembro
- GP Plural JxCat-CCa-AHI-BNG: 1 miembro
- GP Vasco (EAJ-PNV): 1 miembro
- GP Izquierda Confederal: 1 miembro
- GP Mixto: 1 miembro

| Presidencia y Mesa de la Diputación      | Presidencia y Mesa de la Diputación        | Presidencia y Mesa de la Diputación  | Presidencia y Mesa de la Diputación |
| Cargo                                    | Cargo                                      | Titular                              | Lista                               |
| ---------------------------------------- | ------------------------------------------ | ------------------------------------ | ----------------------------------- |
|                                          | Presidente del Senado                      | Pedro Manuel Rollán Ojeda            | PP                                  |
|                                          | Vicepresidente primero                     | Javier Ignacio Maroto Aranzábal      | PP                                  |
|                                          | Vicepresidente segundo                     | Guillermo Fernández Vara             | PSOE                                |
|                                          | Secretaria primera                         | Eva Ortiz Vilella                    | PP                                  |
|                                          | Secretaria segunda                         | María de los Ángeles Luna Morales    | PSOE                                |
| Vocales titulares                        |                                            |                                      |                                     |
| Grupo Parlamentario                      | Grupo Parlamentario                        | Titular                              | Lista                               |
|                                          | GP Popular 20 miembros (17 + 3 en Mesa)    | Francisco Javier Arenas Bocanegra    | PP                                  |
| José Manuel Baltar Blanco                | GP Popular 20 miembros (17 + 3 en Mesa)    |                                      | PP                                  |
| José Manuel Barreiro Fernández           | GP Popular 20 miembros (17 + 3 en Mesa)    |                                      | PP                                  |
| María del Mar Blanco Garrido             | GP Popular 20 miembros (17 + 3 en Mesa)    |                                      | PP                                  |
| Gerardo Camps Devesa                     | GP Popular 20 miembros (17 + 3 en Mesa)    |                                      | PP                                  |
| Alicia García Rodríguez                  | GP Popular 20 miembros (17 + 3 en Mesa)    |                                      | PP                                  |
| Pío García-Escudero Márquez              | GP Popular 20 miembros (17 + 3 en Mesa)    |                                      | PP                                  |
| María José García-Pelayo Jurado          | GP Popular 20 miembros (17 + 3 en Mesa)    |                                      | PP                                  |
| Ángel Luis González Muñoz                | GP Popular 20 miembros (17 + 3 en Mesa)    |                                      | PP                                  |
| José Ignacio Landaluce Calleja           | GP Popular 20 miembros (17 + 3 en Mesa)    |                                      | PP                                  |
| Fernando Martínez-Maíllo Toribio         | GP Popular 20 miembros (17 + 3 en Mesa)    |                                      | PP                                  |
| Alejo Joaquín Miranda De Larra Arnaiz    | GP Popular 20 miembros (17 + 3 en Mesa)    |                                      | PP                                  |
| José Antonio Monago Terraza              | GP Popular 20 miembros (17 + 3 en Mesa)    |                                      | PP                                  |
| Luisa Fernanda Rudi Úbeda                | GP Popular 20 miembros (17 + 3 en Mesa)    |                                      | PP                                  |
| María Salom Coll                         | GP Popular 20 miembros (17 + 3 en Mesa)    |                                      | PP                                  |
| Alfonso Carlos Serrano Sánchez-Capuchino | GP Popular 20 miembros (17 + 3 en Mesa)    |                                      | PP                                  |
| Antonio Silván Rodríguez                 | GP Popular 20 miembros (17 + 3 en Mesa)    |                                      | PP                                  |
|                                          | GP Socialista 12 miembros (10 + 2 en Mesa) | Concepción Andreu Rodríguez          | PSOE                                |
| Juan Espadas Cejas                       | GP Socialista 12 miembros (10 + 2 en Mesa) |                                      | PSOE                                |
| Miguel Gracia Ferrer                     | GP Socialista 12 miembros (10 + 2 en Mesa) |                                      | PSOE                                |
| José Javier Izquierdo Roncero            | GP Socialista 12 miembros (10 + 2 en Mesa) |                                      | PSOE                                |
| Juan Lobato Gandarias                    | GP Socialista 12 miembros (10 + 2 en Mesa) |                                      | PSOE                                |
| Ramón Morales Quesada                    | GP Socialista 12 miembros (10 + 2 en Mesa) |                                      | PSOE                                |
| Eva María Granados Galiano               | GP Socialista 12 miembros (10 + 2 en Mesa) | PSC-PSOE                             |                                     |
| Antonio Poveda Zapata                    | GP Socialista 12 miembros (10 + 2 en Mesa) | PSC-PSOE                             |                                     |
| Alfonso Gil Invernón                     | GP Socialista 12 miembros (10 + 2 en Mesa) | PSE-EE-PSOE                          |                                     |
| César Alejandro Mogo Zaro                | GP Socialista 12 miembros (10 + 2 en Mesa) | PSdeG-PSOE                           |                                     |
|                                          | GP ERC-EH Bildu 1 miembro                  | Sara Bailac Ardanuy                  | ERC                                 |
|                                          | GP Plural 1 miembro                        | Eduardo Pujol Bonell                 | JxCat                               |
|                                          | GP Vasco 1 miembro                         | Estefanía Beltrán de Heredia Arroniz | EAJ-PNV                             |
|                                          | GP Izquierda Confederal 1 miembro          | Juan José Ferrer Martínez            | EiF                                 |
|                                          | GP Mixto 1 miembro                         | Paloma Gómez Enríquez                | Vox                                 |
| Fuente: Senado                           |                                            |                                      |                                     |

### Composición por candidaturas
| Candidatura | Candidatura | Candidatura                                                 | Total | Componentes                  | Electos     | Electos     | Designados    | Designados    |
|             |             | Partido Popular (PP)                                        | 145   | PP                           | 120         | 120         | 25            | 25            |
|             |             | Partido Socialista Obrero Español (PSOE)                    | 76    | PSOE PSE-EE-PSOE PSdeG-PSOE  | 53 4 3      | 60          | 15 1 0        | 16            |
|             |             | Partido de los Socialistas de Cataluña (PSC)                | 15    | PSC                          | 12          | 12          | 3             | 3             |
|             |             | Esquerra Republicana de Catalunya (ERC)                     | 4     | ERC                          | 3           | 3           | 1             | 1             |
|             |             | Partido Nacionalista Vasco (EAJ-PNV)                        | 5     | EAJ-PNV                      | 4           | 4           | 1             | 1             |
|             |             | Euskal Herria Bildu (EH Bildu)                              | 5     | EH Bildu                     | 4           | 4           | 1             | 1             |
|             |             | Junts per Catalunya (JxCat)                                 | 4     | JxCat                        | 1           | 1           | 3             | 3             |
|             |             | Vox                                                         | 3     | Vox                          | 0           | 0           | 3             | 3             |
|             |             | Unión del Pueblo Navarro (UPN)                              | 1     | UPN                          | 1           | 1           | 0             | 0             |
|             |             | Eivissa i Formentera al Senat (PSOE-SUMAR-EUIB-ARA EIVISSA) | 1     | PSOE Sumar EUIB Ara Eivissa  | 1           | 1           | 0             | 0             |
|             |             | Agrupación Socialista Gomera (ASG)                          | 1     | ASG                          | 1           | 1           | 0             | 0             |
|             |             | Agrupación Herreña Independiente (AHI)                      | 1     | AHI                          | 1           | 1           | 0             | 0             |
|             |             | Más Madrid (MM)                                             | 1     | Más Madrid                   | 0           | 0           | 1             | 1             |
|             |             | Compromís: Més-Iniciativa-VerdsEquo (COMPROMÍS)             | 1     | Més-Compromís IdPV VerdsEquo | 0           | 0           | 1             | 1             |
|             |             | Bloque Nacionalista Galego (BNG)                            | 1     | BNG                          | 0           | 0           | 1             | 1             |
|             |             | Coalición Canaria (CCa)                                     | 1     | CCa                          | 0           | 0           | 1             | 1             |
|             |             | Geroa Bai (GBai)                                            | 1     | Geroa Bai                    | 0           | 0           | 1             | 1             |
| TOTAL       | TOTAL       | TOTAL                                                       | 266   | 208 electos                  | 208 electos | 208 electos | 58 designados | 58 designados |

### Grupos parlamentarios
De acuerdo al artículo 28.1 del Reglamento del Senado, los grupos parlamentarios deben constituirse en el término de cinco días hábiles desde la sesión constitutiva.
Tras la disolución del Senado, el Grupo Parlamentario queda reducido a aquellos Senadores que son miembros titulares y suplentes de la Diputación Permanente.
| Grupo Parlamentario | Grupo Parlamentario | Componentes                                                       | Portavoz                     | Total |
|                     | Popular en el Senado                                                                                                   | PP                                                                | Alicia García                | 145   |
|                     | Socialista | PSOE: 75 PSC: 14                                                  | Juan Espadas                 | 89    |
|                     | Izquierdas por la independencia (Esquerra Republicana–Euskal Herria Bildu)                                             | EH Bildu: 5 ERC: 4                                                | Gorka Elejabarrieta          | 9     |
|                     | Plural en el Senado Junts per Catalunya–Coalición Canaria– Agrupación Herreña Independiente–Bloque Nacionalista Galego | JxCat: 4 CCa: 1 AHI: 1 BNG: 1                                     | Aniceto Armas                | 7     |
|                     | Vasco en el Senado (EAJ-PNV)                                                                                           | EAJ-PNV: 5 PSC: 1                                                 | Estefanía Beltrán de Heredia | 6     |
|                     | Izquierda Confederal (Más Madrid, Eivissa i Formentera al Senat, Compromís, Agrupación Socialista Gomera y Geroa Bai)  | Más Madrid: 1 EiFaS\|Indep: 1 Compromís: 1 ASG: 1 GBai: 1 PSOE: 1 | Juanjo Ferrer                | 6     |
|                     | Mixto | Vox: 3 UPN: 1                                                     | Paloma Gómez                 | 4     |

### Comisiones[23]
| Comisión                                      | Presidente           | Lista |
| --------------------------------------------- | -------------------- | ----- |
| Comisión General de las Comunidades Autónomas | Luisa Fernanda Rudi  | PP    |
| Incompatibilidades                            | José Antonio Monago  | PP    |
| Nombramientos                                 | Pedro Rollán Ojeda   | PP    |
| Peticiones                                    | Ángel González Muñoz | PP    |
| Reglamento                                    | Javier Arenas        | PP    |
| Suplicatorios                                 | Paloma Sanz Jerónimo | PP    |

## Lista de presidentes del Senado desde 1977

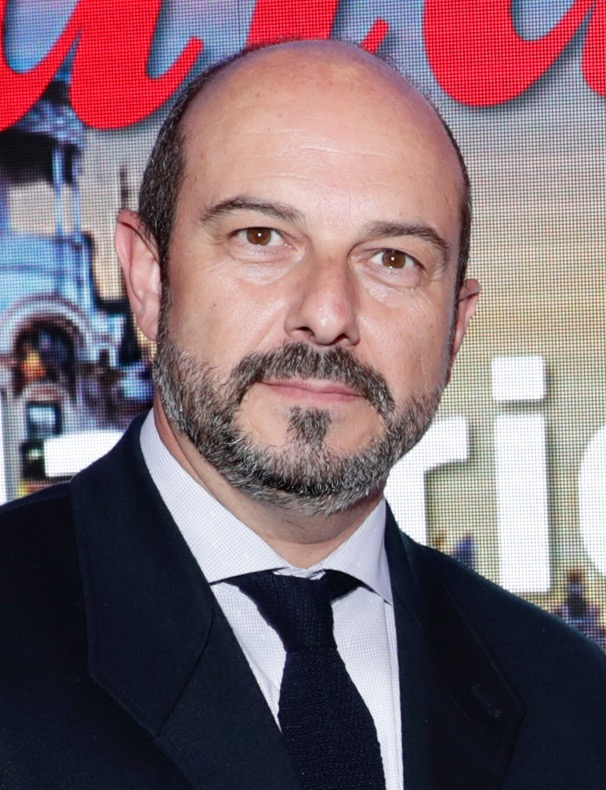
Pedro Rollán, actual presidente del Senado.

| Legislatura      | Presidente | Presidente                      | Partido | Circunscripción                               | Mandato   |
| ---------------- | ---------- | ------------------------------- | ------- | --------------------------------------------- | --------- |
| Constituyente    |            | Antonio Fontán Pérez            | UCD     | Sevilla                                       | 1977-1979 |
| I legislatura    |            | Cecilio Valverde Mazuelas       | UCD     | Córdoba                                       | 1979-1982 |
| II legislatura   |            | José Federico de Carvajal Pérez | PSOE    | Madrid                                        | 1982-1986 |
| III legislatura  | 1986-1989  | José Federico de Carvajal Pérez | PSOE    | Madrid                                        |           |
| IV legislatura   |            | Juan José Laborda Martín        | PSOE    | Burgos                                        | 1989-1993 |
| V legislatura    | 1993-1996  | Juan José Laborda Martín        | PSOE    | Burgos                                        |           |
| VI legislatura   |            | Juan Ignacio Barrero Valverde   | PP      | Badajoz                                       | 1996-1999 |
| VI legislatura   |            | Esperanza Aguirre Gil de Biedma | PP      | Madrid                                        | 1999-2000 |
| VII legislatura  | 2000-2002  | Esperanza Aguirre Gil de Biedma | PP      | Madrid                                        |           |
| VII legislatura  |            | Juan José Lucas Giménez         | PP      | Designación por las Cortes de Castilla y León | 2002-2004 |
| VIII legislatura |            | Francisco Javier Rojo García    | PSOE    | Álava                                         | 2004-2008 |
| IX legislatura   | 2008-2011  | Francisco Javier Rojo García    | PSOE    | Álava                                         |           |
| X legislatura    |            | Pío García-Escudero Márquez     | PP      | Madrid                                        | 2011-2015 |
| XI legislatura   | 2016       | Pío García-Escudero Márquez     | PP      | Madrid                                        |           |
| XII legislatura  | 2016-2019  | Pío García-Escudero Márquez     | PP      | Madrid                                        |           |
| XIII legislatura |            | Manuel Cruz Rodríguez           | PSC     | Barcelona                                     | 2019      |
| XIV legislatura  |            | María Pilar Llop Cuenca         | PSOE    | Designación por la Asamblea de Madrid         | 2019-2021 |
| XIV legislatura  |            | Ander Gil García                | PSOE    | Burgos                                        | 2021-2023 |
| XV legislatura   |            | Pedro Manuel Rollán Ojeda       | PP      | Madrid                                        | 2023-     |

## Críticas y peticiones de reforma
Muchos políticos, analistas políticos y académicos ven en el Senado una cámara que no ejerce en la práctica una función útil, ya que para casi todas sus funciones el Congreso es el que acaba decidiendo y las pocas funciones exclusivas son de carácter excepcional. Existen numerosas llamadas a reformar el Senado para que sea un órgano que otorgue relevancia a las regiones, otras a eliminarlo. Cualquier reforma necesitaría de un cambio en la Constitución.
En tiempos recientes se ha propuesto o tenido en consideración la idea de trasladar el Senado y la sede del ministerio de vivienda a la ciudad de Barcelona como respuesta al nacionalismo. Esta idea fue propuesta en 1992 por Pasqual Maragall y nuevamente rescatada por Miquel Iceta en 2019. Dicha reforma necesitaría el aval constitucional.
El presupuesto anual del Senado en 2015, fue de 51 millones de euros, de los cuales el 41 % son gastos de personal, otro 41 % en gastos y servicios y corrientes y finalmente un 14 % son transferencias corrientes (básicamente a instituciones y fundaciones sin ánimo de lucro).

### Polémica por la nueva página web
El 12 de noviembre de 2012, el Senado presentó su nuevo sitio web, con un coste cercano a los 450 000 euros. Pese a haber remodelado totalmente su aspecto, la nueva página no consiguió atraer a nuevos visitantes. El mismo día de su inauguración, la web del Senado dejó patente sus fallos y debilidades en seguridad, cuando fue hackeada, cambiando su mensaje de bienvenida en la portada por frases como «Aquí no trabaja ni Dios», «esta mierda cuesta 437 000 euros». La controversia que ya existía en torno al precio del diseño del sitio web aumentó cuando un ingeniero informático hizo pública una reedición de la página web a coste cero, realizada completamente con software libre.
El 10 de diciembre de 2012 la prensa hizo público que la mitad del coste de la página web (218 000 euros) se debía a la adquisición de licencias de sistemas gestores de bases de datos de Oracle Corporation, pagadas finalmente por los adjudicatarios de la construcción del sitio web. La polémica en esta ocasión se debe no solo al hecho que existen múltiples alternativas gratuitas, utilizadas a diario por grandes empresas y gobiernos, sino que después El Confidencial publicó que el actual director de tecnologías de la información del Senado, José Ángel Alonso López, ha sido presidente del círculo de usuarios de Oracle en España (CUORE), sugiriendo que este habría sido un enlace entre la institución y la compañía estadounidense, aunque posteriormente actualizó la noticia para hacer constar que el CUORE es una asociación totalmente independiente de Oracle.